# Judith Herrin
Judith Herrin (nascuda el 1942) és una arqueòloga i hel·lenista britànica, acadèmica de l'antiguitat tardana. És professora emèrita d'Estudis de l'Antiguitat Tardana i Bizantins, així com Constantine Leventis Senior Research Fellow  al King's College de Londres. Va estudiar  història al Newnham College de la Universitat de Cambridge i va fer el seu PhD a la Universitat de Birmingham (USA). Va seguir rebent formació a la British School of Archaeology d'Atenes, l'École pratique des hautes études de París i l' Institut für Byzantinistik und Neugriechische Philologie de Múnic. Treballà en el camp arqueològic de la Mesquita de Kalenderhane a Istanbul com a fellow de Dumbarton Oaks. Entre 1991 i 1995, fou Stanley J. Seeger Professor en Història Bizantina, a la Universitat de Princeton. El 1995 fou nomenada  Professora d'Estudis de l'Antiguitat Tardana i Bizantins al King's College de Londres, presidint-hi el Centre d'Estudis Hel·lènics  del 1995 al 2001. Es va retirar del càrrec el 2008, esdevenint professora emèrita. Fou presidenta de l'Associació Internacional d'Estudis Bizantins de 2011 a 2012.
El 2016 Herrin va guanyar el Premi A.H. Heineken d'Història.

## Honors
- Golden Cross of the Order of Honour per serveis a l'hel·lenisme, concedida pel President de la República Hel·lènica de Grècia. (2002)[1]
- Medaille d'honneur del Collège de France (2000)[1]
- Vice-Chairman del Consell editorial de Past & Present
- Membre del Consell de Govern del Warburg Institute, University of London (1995-2001)
- University of London appointed Governor of Camden School for Girls (1995-2002)
- Fellow de la Society of Antiquaries
- Membre del British Academy Committee per la prosopografia de l'Imperi Romà d'Orient Arxivat 2016-06-10 a Wayback Machine.
- Membre del British Committee for the Reunification of the Parthenon Marbles.